# Załamek P

Załamek P na schemacie zapisu EKG pojedynczego cyklu pracy serca.

Załamek P – w terminologii medycznej określenie fragmentu zapisu elektrokardiograficznego odpowiadającego depolaryzacji przedsionków serca. 
W warunkach prawidłowych załamek P występuje na schemacie zapisu elektrokardiograficznego przed zespołem QRS, od którego oddzielony jest odcinkiem PQ. Prawidłowo czas trwania depolaryzacji obrazowanej załamkiem P jest mniejszy niż 0,12 s, a jego amplituda nie przekracza 3 mm w odprowadzeniach przedsercowych. Załamek ma zazwyczaj wychylenie dodatnie we wszystkich odprowadzeniach, z wyjątkiem aVR, gdzie fizjologicznie powinien być ujemny.
Zaburzenia w obrębie kształtu lub występowania załamka P świadczą o dysfunkcji w obrębie układu bodźcotwórczego lub mięśniówki przedsionków. Jednym z najczęstszych zaburzeń rytmu prowadzącym do zmiany morfologii załamków P jest migotanie przedsionków. W zapisie EKG nie występują wtedy załamki P, obserwujemy nieregularne, zmiennokształtne wychylenia linii izoelektrycznej zwane falą f. 

## Fizjologia
Fala pobudzenia rozpoczyna się w węźle zatokowo-przedsionkowym (węzeł SA), którego depolaryzacja nie wywołuje jednak zmian w EKG. Załamek P jest wyrazem depolaryzacji mięśniówki przedsionków, która szerzy się promieniście z węzła SA. Fala depolaryzacyjna dociera do najdalej położonych fragmentów mięśniówki w czasie około 80 ms. Fala pobudzenia jest przewodzona zazwyczaj w kierunku większości elektrod aparatu (wektor siły elektromotorycznej jest skierowany ku dołowi i w lewo), stąd dodatnie wychylenie załamków w tych odprowadzeniach. Jedynie w przypadku aVR kierunek przepływu jest przeciwny (elektroda aVR umieszczona jest na prawej ręce), dlatego zwykle załamek P w tym odprowadzeniu ma amplitudę ujemną. Ramię wstępujące załamka odpowiada pobudzeniu prawego przedsionka, a część zstępująca – lewego.
Depolaryzacja całości mięśniówki przedsionków zajmuje około 80 ms, stąd czas trwania załamka P w zapisie EKG również wynosi przeciętnie około 80 ms. 
Mniejsze wychylenie załamków P w stosunku do zespołów QRS wynika z różnej masy mięśniówki przedsionków i komór. Powstające napięcia są odpowiednio niższe. 
Repolaryzacja przedsionków jest niewidoczna w zapisie EKG, gdyż występuje w trakcie czasu trwania depolaryzacji komór, co w EKG odpowiada załamkom QRS. Ewentualne wychylenia linii izoelektrycznej są całkowicie schowane w QRS-ach. Repolaryzacja rozpoczyna się od miejsca pierwszego pobudzenia, to jest od okolic węzła przedsionkowo-komorowego. Przebiega w tym samym kierunku co depolaryzacja, ale wektor siły elektromotorycznej jest skierowany ku górze i na prawo, czyli w kierunku przeciwnym.

## Warunki prawidłowe

Animacja przedstawiająca zależność pomiędzy szerzeniem się fali pobudzenia w układzie bodźcotwórczo-przewodzącym serca oraz mięśniówce przedsionków i komór a poszczególnymi elementami zapisu EKG

W warunkach prawidłowych załamek P jest dodatni w odprowadzeniach:
- I
- II
- aVF
- V3-V6

Zwykle dodatni w:
- III (rzadko płaski, dwufazowy lub ujemny)
- V2 (rzadko dwufazowy lub ujemny)

Ujemny:
- aVR

W odprowadzeniu aVL jest przeważnie płaski (może być również w linii izoelektrycznej lub dodatni), a w V1 zmienny (może był ujemny, dodatni, płaski lub dwufazowy).
Czas trwania prawidłowego załamka P wynosi zwykle mniej niż 0,12 s (zwykle 0,04-0,11 s), a amplituda jest nie wyższa niż 2,5 mm (0,25 mV) w odprowadzeniach kończynowych i 3 mm (0,3 mV) w odprowadzeniach przedsercowych.
Prawidłowy kąt nachylenia osi elektrycznej w płaszczyźnie czołowej mieści się w zakresie 0° do +70° (zwykle wynosi około +60°).
Cechą prawidłowego rytmu zatokowego jest obecność załamków P przed każdym zespołem QRS oraz występowanie dodatnich załamków w odprowadzeniach I i II i ujemnego w odprowadzeniu aVR. 
Załamki P występują w regularnych od siebie odstępach. Jedyną niepatologiczną sytuacją, w której dochodzi do niemiarowości w zakresie załamków P jest niemiarowość zatokowa.
Załamki P mogą mieć silnie szpiczasty kształt u wytrenowanych sportowców.
Nieprawidłowości w obrębie załamków P mogą wynikać z czynników pozasercowych, takich jak współistniejące drżenie mięśniowe, czy też błędów wynikających z niewłaściwie przeprowadzonego badania, np. nieprawidłowe podłączenie elektrod.

## Patologia
| Załamek                         | Opis | Występowanie | Morfologia |
| ------------------------------- | --- | --- | ---------- |
| Niska amplituda załamków        | Płaskie załamki o niewielkiej dodatniej amplitudzie w stosunku do linii izoelektrycznej (może to być wariant normy). | - zwiększona aktywność układu przywspółczulnego - przemieszczenie rozrusznika z górnej części węzła zatokowo-przedsionkowego do jego części dolnej lub do niższych części układu bodźcotwórczego znajdujących się w obrębie prawego przedsionka |            |
| Wysoka amplituda załamków       | Wysokie załamki P, ale o amplitudzie nieprzekraczającej wartości prawidłowych (może to być wariant normy).           | - zwiększona aktywność układu współczulnego |            |
| P pulmonale                     | Wysokie, kończyste załamki P o amplitudzie przekraczającej 2,5 mm w II, III, aVF. Ujemne załamki P w aVL.            | - przerost prawego przedsionka |            |
| P mitrale                       | Szerokie, dwuszczytowe załamki P w I i II. Dwufazowy załamek P w V1 o przewadze fazy ujemnej.                        | - przerost lewego przedsionka - zaburzenia przewodnictwa śródkomorowego |            |
| Ujemne załamki P w I            | W warunkach prawidłowych załamki P w I są dodatnie.                                                                  | - rytm lewego przedsionka - znaczny przerost prawego przedsionka - nieprawidłowe położenie serca w klatce piersiowej (dekstrokardia) |            |
| Ujemne załamki P w II, III, aVF | W warunkach prawidłowych załamki P w II, III i aVF są dodatnie.                                                      | - wsteczna depolaryzacja z dolnych partii układu bodźcotwórczego serca (ektopowe ośrodki w dolnych częściach przedsionków, łącze przedsionkowo-komorowe, komory)                                                                                |            |
| Zazębiony załamek P             | Zazębienie na ramieniu zstępującym załamka.                                                                          | - zaburzenia przewodnictwa w obrębie przedsionków |            |
| Fala f                          | Brak załamków P w zapisie. Występują drobne, nieregularne drgania linii izoelektrycznej.                             | - migotanie przedsionków |            |
| Fala F                          | Brak załamków P w zapisie. Występują większe niż w przypadku fali f, regularne drgania linii izoelektrycznej.        | - trzepotanie przedsionków |            |
| Brak załamków P                 | Załamki P nie występują. Brak fali charakterystycznych dla migotania/trzepotania przedsionków.                       | - zahamowanie zatokowe - blok zatokowo-przedsionkowy - może występować w hiperkaliemii |            |
| Rzekomy brak załamków P         | W zapisie EKG brak załamków P. Są zawarte w zespole QRS obecnego pobudzenia lub w załamku T pobudzenia poprzedniego. | - rytm z łącza przedsionkowo-komorowego - częstoskurcz przedsionkowy - blok przedsionkowo-komorowy I° - częstoskurcz komorowy |            |
| Załamki P różnokształtne        | Załamki P o różnej morfologii w pojedynczym zapisie EKG.                                                             | - nadkomorowy, wędrujący rozrusznik |            |
| Zmieniony kształt załamka P     | Występowanie załamków P o zmienionym kształcie w porównaniu do załamków zatokowych.                                  | - dodatkowe pobudzenia przedsionkowe |            |